# Discovery Science (Italie)
Discovery Science est une chaîne de télévision thématique italienne éditée par Discovery Italia. La chaîne est consacrée au monde de la science, de la technologie et de l'innovation.

## Historique
Lors du lancement de Sky Italia (qui a réuni Tele+ et Stream TV) le 31 juillet 2003, les chaînes Discovery Science, Discovery Travel & Living et Discovery Civilization Channel ont été lancées.
Le 1er février 2012, Discovery Science est passé en 16:9 et est lancé en haute définition,.
Depuis le 9 avril 2019, la chaîne est disponible sur la plateforme de streaming Dplay Plus. Le 13 avril 2020, les directs de Discovery Channel et Science y ont été supprimés, la plateforme premium de Dplay se consacrant uniquement au contenu à la demande.

## Logo

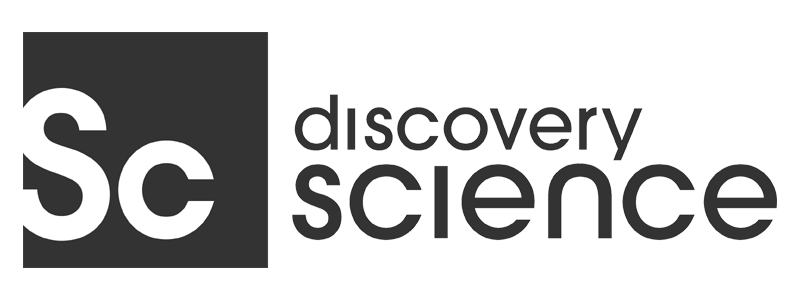
Logo du 31 juillet 2003 au 1er février 2012
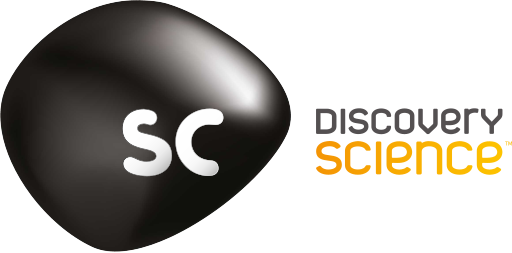
Logo du 1er février 2012 au 12 octobre 2017.
Logo depuis le 12 octobre 2017.

## Audience
|      | janvier | février | mars  | avril | mai   | juin  | juillet | août  | septembre | octobre | novembre | décembre | Moyenne annuelle |
| ---- | ------- | ------- | ----- | ----- | ----- | ----- | ------- | ----- | --------- | ------- | -------- | -------- | ---------------- |
| 2012 | 0.05%   | 0.06%   | 0.06% | 0.06% | 0.05% | 0.06% | 0.06%   | 0.07% | 0.06%     | 0.05%   | 0.05%    | 0.05%    | 0,06%            |
| 2013 | 0.05%   | 0.05%   | 0.05% | 0.05% | 0.05% | 0.06% | 0.06%   | 0.08% | 0.07%     | 0.06%   | 0.05%    | 0.06%    | 0,06%            |
| 2014 |         |         |       |       |       |       |         |       |           |         |          |          | 0,05%            |
| 2015 |         |         |       |       |       |       |         |       |           |         |          |          | 0,04%            |
| 2016 |         |         |       |       |       |       |         |       |           |         |          |          | 0,03%            |
| 2017 | 0,04%   | 0,03%   | 0,03% | 0,03% | 0,03% | 0,03% | 0,03%   | 0,05% | 0,04%     | 0,04%   | 0,04%    | 0,05%    | 0,03%            |
| 2018 | 0,04%   | 0,03%   | 0,04% | 0,04% | 0,04% | 0,03% | 0,03%   | 0,04% | 0,03%     | 0,03%   | 0,03%    | 0,04%    | 0,04%            |
| 2019 | 0,03%   | 0,03%   | 0,03% | 0,03% | 0,03% | 0,03% | 0,03%   | 0,03% | 0,03%     | 0,02%   |          |          |                  |

* Moyenne mensuelle de jour sur les 4 ans et +